# العلاقات الدومينيكية الموريتانية
العلاقات الدومينيكية الموريتانية هي العلاقات الثنائية التي تجمع بين دومينيكا وموريتانيا.

## مقارنة بين البلدين
هذه مقارنة عامة ومرجعية للدولتين:
| وجه المقارنة                                              | دومينيكا              | موريتانيا                 |
| --------------------------------------------------------- | --------------------- | ------------------------- |
| المساحة (كم2)                                             | 751                   | 1.03 مليون                |
| عدد السكان (نسمة)                                         | 73.92 ألف             | 4.42 مليون                |
| الكثافة السكانية (ن./كم²)                                 | 9.84 ألف              | 4.29                      |
| العاصمة                                                   | روسو                  | نواكشوط                   |
| اللغة الرسمية                                             | لغة إنجليزية          | اللغة العربية، لغة فرنسية |
| العملة                                                    | دولار شرق الكاريبي    | أوقية موريتانية، أوقية ‏   |
| الناتج المحلي الإجمالي (بليون دولار)                      | 562.54 مليون          | 5.02 مليار                |
| الناتج المحلي الإجمالي (تعادل القوة الشرائية) بليون دولار | 789.63 مليون          |                           |
| الناتج المحلي الإجمالي الاسمي للفرد دولار أمريكي          | 7.12 ألف              |                           |
| الناتج المحلي الإجمالي للفرد دولار أمريكي                 | 10.88 ألف             | 3.91 ألف                  |
| مؤشر التنمية البشرية                                      | 0.724                 | 0.506                     |
| رمز المكالمات الدولي                                      | +1767                 | +222                      |
| رمز الإنترنت                                              | .dm                   | .mr                       |
| المنطقة الزمنية                                           | 00، توقيت أطلنطي موحد | 00                        |

## منظمات دولية مشتركة
يشترك البلدان في عضوية مجموعة من المنظمات الدولية، منها:
| علم المنظمة | اسم المنظمة                                 | تاريخ انضمام دومينيكا | تاريخ انضمام موريتانيا |
| ----------- | ------------------------------------------- | --------------------- | ---------------------- |
|             | مؤسسة التنمية الدولية                       | 29 سبتمبر 1980        | 10 سبتمبر 1963         |
|             | يونسكو                                      | 9 يناير 1979          | 10 يناير 1962          |
|             | وكالة ضمان الاستثمار متعدد الأطراف          | 7 أكتوبر 1991         | 8 سبتمبر 1992          |
|             | الأمم المتحدة                               | 18 ديسمبر 1978        | 27 أكتوبر 1961         |
|             | مجموعة دول أفريقيا والكاريبي والمحيط الهادئ | ?                     | ?                      |
|             | الاتحاد البريدي العالمي                     | ?                     | ?                      |
|             | البنك الدولي للإنشاء والتعمير               | 29 سبتمبر 1980        | 10 سبتمبر 1963         |
|             | الاتحاد الدولي للاتصالات                    | 28 أكتوبر 1996        | 18 أبريل 1962          |
|             | منظمة حظر الأسلحة الكيميائية                | ?                     | ?                      |
|             | مؤسسة التمويل الدولية                       | 29 سبتمبر 1980        | 29 ديسمبر 1967         |
|             | منظمة التجارة العالمية                      | ?                     | 31 مايو 1995           |
|             | منظمة الشرطة الجنائية الدولية               | ?                     | ?                      |